# Institut d'Estudis Occitans
L'Institut d'Estudis Occitans (IEO) és un organisme cultural i científic, no oficial, fundat el 1945 per Robèrt Lafont, Juli Cubainas, Pèire Lagarda, Leon Còrdas, Max Roqueta, Fèlix Castanh, Renat Nelli i altres, que té per finalitat la promoció de la cultura occitana global, de la normalització lingüística de la llengua occitana i la seva oficialitat. Va ser reconegut d'utilitat pública el 1949 i acceptada pel Ministeri de Joventut i Educació Popular l'any 1986. Té la seu central a Tolosa de Llenguadoc. El president actual de l'IEO és Pèire Brechet.
L'IEO Nacional té sota la seva jurisdicció els IEO regionals d'Aquitània, Migdia-Pirineus, Llenguadoc, Provença, Llemosí i Alvèrnia. S'administra amb les subvencions de les diferents institucions, des d'ajuntaments, entitats o organitzacions, però també amb el material venut i amb les quotes dels socis.
Fou fundat amb uns plantejaments més dinàmics que no la Societat d'Estudis Occitans, fundada el 1920, i n'assumí el relleu de facto. Privilegià el camp científic en els seus inicis, especialment el lingüístic, la seva aportació ha estat, fins a l'esclat de les recents lluites polítiques occitanes, netament reivindicativa, i alhora ha maldat per imposar la unificació lingüística dels parlars occitans consumada per Loís Alibèrt. El seu lema és La fe sens òbras mòrta es.
S'organitza en seccions regionals, seccions departamentals i cercles locals arreu del territori occità i de les valls occitanes d'Itàlia. També té seccions a fora del territori occità, com a París o a Poitiers. Després, està organitzat en diversos sectors: l'edició (IDECO), l'animació, la música i les seccions plàstiques. Actualment l'IEO té trenta seccions departamentals, quatre seccions regionals i l'IEO National, la federació nacional. Les diferents seccions locals estan vinculades i reben subvencions pels ajuntaments de cada localitat i les associacions i entitats culturals o polítiques de l'entorn.

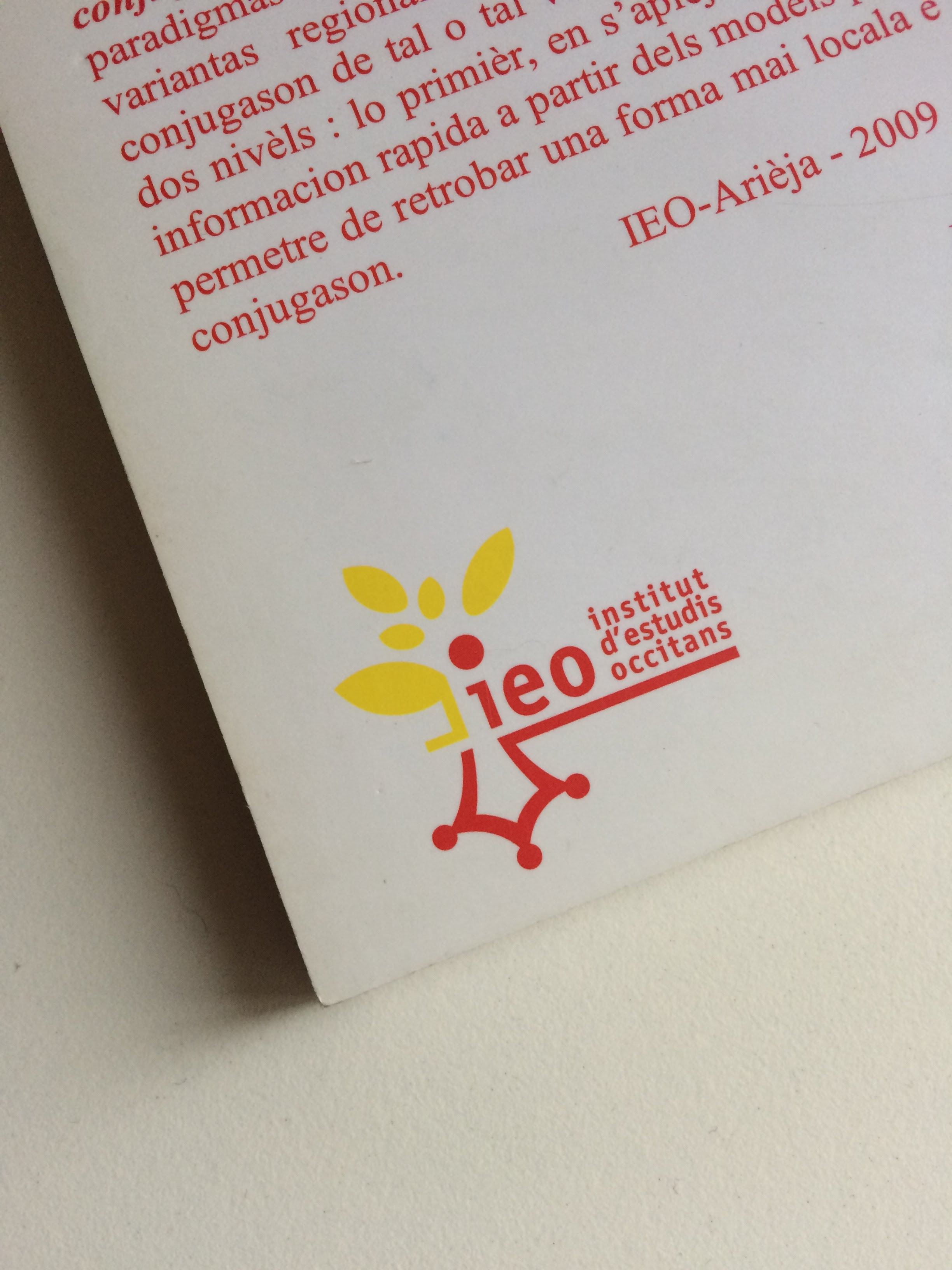
Contraportada amb el logotip de l'IEO del llibre Los vèrbs conjugats: Memento verbal de l'occitan, de Patrici Pojada.

L'IEO va patir algunes crisis al llarg de la seva història. La més aguda es va passar a la fi dels anys 1970 i a l'inici dels anys 1980, quan es van afrontar dues tendències: una qualificada de "populista" que havia pres el poder, i una qualificada d'"universitària" menada per Robèrt Lafont. El 1981, la tendència "universitària", amb Robèrt Lafont, va ser obligada d'abandonar l'IEO. Això va fer desaparèixer gairebé completament les activitats de recerca científica a l'IEO, que van migrar cap a organismes distints com ara les universitats i l'Associació Internacional d'Estudis Occitans i, especialment en lingüística, cap al Gidilòc i el Consell de la Llengua Occitana. Nogensmenys, l'IEO ha conservat fins avui un paper essencial en el domini de l'animació cultural i en l'acolliment per defecte d'un gran nombre dels militants de la cultura occitana.

## Presidents de l'IEO
- 1945 - 1952 : Joan Casso
- 1952 - 1957 : Max Roqueta
- 1957 - 1959 : Pèire Azéma
- 1959 - 1962 : Robèrt Lafont
- 1962 - 1980 : Pèire Bèc
- 1980 - 1981 : Patric Choffrut
- 1981 - 1986 : Bernat Giacomo
- 1986 - 1997 : Robèrt Martí
- 1997 - 2001 : Felip Carbona
- 2001 - 2010 : Dàvid Grosclaude
- 2010 - 2022 : Pèire Brechet
- 2022: presidència col·lectiva, 5 copresidents (Miquèu Arnaud, Cristian Bonnet, Esteve Ros, Eliana Tortet, Tederic Cahuzac)